# Arte Fiera
Arte Fiera - Fiera internazionale d'arte contemporanea è una fiera d'arte moderna e contemporanea che si svolge ogni anno a Bologna nel mese di gennaio. Inaugurata nel 1974 è preceduta cronologicamente solo da Art Basel e Art Cologne. Negli anni è diventata appuntamento tra i più importanti della scena artistica internazionale.

## Storia
Nasce nel 1974 presso i padiglioni della Fiera di Bologna progettati da Kenzō Tange e diventa ben presto un punto di riferimento della scena artistica internazionale. Ha contribuito ad ampliare la ricerca artistica contemporanea, anche attraverso manifestazioni parallele come le "Settimane internazionali della performance", che nel 1977 e 1978 hanno visto avvicendarsi alcuni fra i più grandi performer del momento, come Marina Abramović e Ulay, Hermann Nitsch, Vito Acconci, Gina Pane, Luigi Ontani ecc.
Nel corso del tempo la fiera ha avuto sempre più partecipazione di gallerie italiane e internazionali, collezionisti e pubblico.
Nelle ultime edizioni è cresciuto il rapporto con la città di Bologna, che ospita la fiera, attraverso un fitto programma di eventi off che ha preso il nome prima di Art First e dal 2013 di Art City, culminando con la notte bianca dell'arte (Art's White Night). Nella sua nuova veste di Art City, l'Arte Fiera Off ha riscontrato una grande presenza di pubblico alle mostre, ai musei aperti anche di notte, all'Accademia di belle arti di Bologna, e alle performance.
Dal 2013 al 2016 i curatori di Arte Fiera sono Claudio Spadoni e Giorgio Verzotti, che prendono il posto della storica direttrice Silvia Evangelisti. Il curatore degli eventi off è invece Gianfranco Maraniello. Le edizioni del 2017 e 2018 sono curate invece da Angela Vettese. 
Dal 2019 Arte Fiera è curata da Simone Menegoi.

## Sezioni
- Main Section
- Fotografia e immagini in movimento
- Pittura XXI
- Focus

La Main Section riconferma il modello innovativo avviato per l'edizione 2019, dettato dalla cura per la qualità e la coerenza degli stand, e promosso tanto dalle gallerie quanto dai collezionisti. Anche quest’anno, dunque, le gallerie sono state invitate a presentare un numero limitato di artisti: fino a un massimo di tre, per gli stand di medie dimensioni; fino a un massimo di sei per i più grandi.
Unica eccezione alla regola – si tratta di una delle novità dell’edizione 2020 – la possibilità di eccedere il limite di sei artisti con un progetto curatoriale dedicato a un gruppo, un movimento, una corrente artistica.
Inoltre, come nell’edizione 2019, una percentuale significativa di gallerie presenterà un unico artista, rispondendo alla sollecitazione della Fiera in tal senso. Questa forte presenza di stand monografici, che costituiscono altrettanti approfondimenti su artisti italiani o stranieri, nuove proposte o maestri affermati, si segnala già come uno dei tratti caratteristici della direzione di Menegoi.
Fotografia e immagini in movimento, arrivata alla sua seconda edizione, è una vetrina dedicata a video e fotografia, i media che maggiormente definiscono il nostro orizzonte visivo quotidiano, qui in stretto dialogo con gli altri linguaggi dell’arte contemporanea.
La sezione è affidata, come nel 2019, alla piattaforma curatoriale Fantom, fondata tra Milano e New York nel 2009 e costituita da Selva Barni, Ilaria Speri, Massimo Torrigiani e Francesco Zanot.
La maggiore novità dell’edizione 2020 è costituita da Pittura XXI, una sezione inedita nelle fiere d’arte, non solo in Italia.
Per la prima volta una fiera punterà la sua attenzione sul linguaggio oggi più dibattuto dell’arte contemporanea, la pittura, con l’obiettivo di offrire un panorama delle sue figure emergenti e mid-career a livello nazionale e internazionale.
La curatela è affidata a Davide Ferri, critico e curatore indipendente, apprezzato per la competenza in materia.
A sottolineare il forte interesse registrato da questa nuova sezione si segnalano, tra le altre, significative partecipazioni di gallerie straniere, come Bernhard Knaus di Francoforte e Arcade di Londra.
Altra novità di Arte Fiera 2020 è Focus, sezione che prenderà in considerazione l’arte della prima metà del XX secolo e i Post-War Masters.
La sezione sarà affidata di anno in anno a un curatore diverso; Laura Cherubini, critica e storica dell'arte di fama consolidata, è il curatore scelto per l’edizione di esordio. Cherubini ha scelto di concentrarsi sul rinnovamento e sulle rivoluzioni nella pittura italiana tra la fine degli anni Cinquanta e la fine degli anni Settanta.